# Tobogan als Jocs Olímpics d'Hivern de 1928
Als Jocs Olímpics d'Hivern de 1928 celebrats a la ciutat de Sankt Moritz (Suïssa) es disputà una prova de tobogan en categoria masculina, sent la primera vegada que aquest esport formava part del programa olímpic. La prova es disputà el dia 17 de febrer de 1928 a les instal·lacions de Sankt Moritz.

## Comitès participants
Hi participaren un total de 10 participants de 6 comitès nacionals diferents.
| - Àustria (2) - Estats Units (2) - França (1) |  | - Itàlia (2) - Regne Unit (1) - Suïssa (2) |

## Resum de medalles
| Prova   | Or              | Argent      | Bronze         |
| Tobogan | Jennison Heaton | John Heaton | David Carnegie |

## Medaller
| Posició | País         | Or | Argent | Bronze | Total |
| 1       | Estats Units | 1  | 1      | 0      | 2     |
| 2       | Regne Unit   | 0  | 0      | 1      | 1     |
|         |              |    |        |        |       |
| Total   | Total        | 1  | 1      | 1      | 3     |

## Resultats
| Lloc | Participant          | Ronda 1 | Ronda 2 | Ronda 3 | Total  | Dif.  |
| ---- | -------------------- | ------- | ------- | ------- | ------ | ----- |
| 1    | Jennison Heaton      | 1:00.2  | 1:00.2  | 1:01.4  | 3:01.8 | —     |
| 2    | John Heaton          | 1:01.4  | 1:00.4  | 1:01.0  | 3:02.8 | +1.0  |
| 3    | David Carnegie       | 1:02.7  | 1:01.0  | 1:01.4  | 3:05.1 | +3.3  |
| 4    | Agostino Lanfranchi  | 1:02.1  | 1:02.4  | 1:04.2  | 3:08.7 | +6.9  |
| 5    | Alexander Berner     | 1:03.4  | 1:03.4  | 1:02.0  | 3:08.8 | +7.0  |
| 6    | Franz Unterlechner   | 1:05.9  | 1:03.4  | 1:04.2  | 3:13.5 | +11.7 |
| 7    | Alessandro del Torso | 1:05.6  | 1:04.7  | 1:04.6  | 3:14.9 | +13.1 |
| 8    | Louis Hasenknopf     | 1:15.4  | 1:10.9  | 1:10.4  | 3:36.7 | +34.9 |
| 9    | W. Noneschen         | 1:04.8  | NF      | —       | —      | —     |
| 10   | P. Dorneuil          | NF      | —       | —       | —      | —     |